# Zephlebia borealis
Zephlebia borealis är en dagsländeart som först beskrevs av Phillips 1930.  Zephlebia borealis ingår i släktet Zephlebia och familjen starrdagsländor. Inga underarter finns listade i Catalogue of Life.